# Rivière Caribou (rivière Saguenay)
Pour les articles homonymes, voir Rivière Caribou.
La rivière Caribou est un affluent de la rivière Saguenay, coulant dans les municipalités de Saint-David-de-Falardeau et de Saint-Honoré, ainsi que dans Saguenay, dans la municipalité régionale de comté (MRC) Le Fjord-du-Saguenay, dans la région administrative du Saguenay-Lac-Saint-Jean, au Québec, au Canada.
L’agriculture et la foresterie constituent les deux principales activités économiques de ce bassin versant.
La route 172 (boulevard de Tadoussac) coupe la rivière Caribou à son embouchure. La route Madoc et le boulevard Martel (dans le sens Nord-Sud) desservent la vallée les besoins de la foresterie et des activités récréotouristiques,,.
La surface de la rivière Caribou est habituellement gelée de la fin novembre au début avril, toutefois la circulation sécuritaire sur la glace se fait généralement de la mi-décembre à la fin mars.

## Géographie
Les principaux bassins versants voisins de la rivière Caribou sont :
- Côté Nord : rivière Valin, bras du Nord, rivière Saint-Louis, lac Grenon ;
- Côté Est : rivière Valin, rivière aux Outardes, rivière Sainte-Marguerite, rivière Saguenay ;
- Côté Sud : rivière Saguenay ;
- Côté Ouest : bras Cimon, rivière Hood, rivière aux Vases, rivière Shipshaw, rivière des Aulnaies, rivière Saguenay[2].

La rivière Caribou prend sa source à l’embouchure d’un très petit lac (altitude : 208 m). Cette source est située du côté est du boulevard Martel, à 1,0 km au sud-est du lac Grenon, 4,8 km au sud-est du
centre du village de Saint-David-de-Falardeau, 10,7 km au sud-est du barrage Adam-Cunningham lequel est érigé sur la rivière Shipshaw, 15,5 km au nord-ouest de l’embouchure de la rivière Caribou, 5,8 km à l’ouest des Chutes à Banc d'Œuvre de la rivière Valin.
À partir de sa source, le cours de la rivière Caribou descend sur 28,1 km en zones agricoles et forestières selon les segments suivants :
Cours supérieur de la rivière Caribou (segment de 11,6 km)
- 3,6 km vers le sud-est jusqu’au chemin du Lac ;
- 4,0 km vers le sud-ouest en traversant quatre petits lacs et en recueillant le ruisseau de la Côte Noire jusqu’au boulevard Martel (sens nord-Sud) ;
- 4,0 km vers le sud-ouest en coupant le chemin Simard jusqu’au ruisseau Morel (venant du Nord-Ouest), puis le sud-est en recueillant le ruisseau Bilodeau et le ruisseau Gravel, jusqu’à la rue de l’Hôtel-de-Ville qu’il coupe à 1,0 km à l’ouest du centre du village de Saint-Honoré ;

Cours intermédiaire de la rivière Caribou (segment de 9,8 km)
- 4,2 km vers le sud en serpentant en zone agricole et forestière, jusqu’au chemin Martel (sens nord-sud) ;
- 1,9 km vers le sud-est en serpentant en zone agricole jusqu’au chemin des ruisseaux ;
- 3,7 km vers le sud-est en zone agricole en recueillant le ruisseau de l’Aqueduc (venant du nord) et le ruisseau du Côteau (venant du nord), jusqu’à la décharge du lac de l’Aqueduc (venant du nord-est) ;

Cours inférieur de la rivière Caribou (segment de 6,7 km)
- 0,4 km vers le Sud-Est en zone agricole en traversant un petit hameau, jusqu’à la route Madoc ;
- 2,4 km vers le Sud-Est surtout en zone forestière, jusqu’à un coude de rivière ;
- 2,5 km vers le Nord-Est en serpentant et en coupant le chemin Raymond, jusqu’au ruisseau Chaud (venant du Nord) ;
- 1,4 km vers le Sud-Est en serpentant et en coupant la route 172, jusqu'à l'embouchure de la rivière[2].

L'embouchure de la rivière Caribou se déverse sur la rive Nord de la rivière Saguenay, en face de la Pointe à l’Îlet, à :
- 16,1 km au Nord-Est du barrage de la centrale Shipshaw qui est aménagé sur la rivière Saguenay ;
- 5,6 km au Nord-Est du centre-ville de Saguenay ;
- 109,2 km à l’Ouest de l’embouchure de la rivière Saguenay[2].

À partir de l’embouchure de la rivière Caribou, le courant suit le cours vers l’Ouest de la rivière Saguenay jusqu'à la hauteur de Tadoussac où il conflue avec le fleuve Saint-Laurent.

## Toponymie
Ce toponyme a été mentionné dans un rapport d'arpentage daté de 1844.
Le toponyme rivière Caribou a été officialisé le 5 décembre 1968 à la Banque des noms de lieux de la Commission de toponymie du Québec.